# جبل احشوء (السياني)

تعديل مصدري - تعديل

جبل احشوء هي إحدى قرى عزلة الدامغ بمديرية السياني التابعة لمحافظة إب، بلغ تعداد سكانها 288 نسمة حسب تعداد اليمن لعام 2004.